# Moi Rajon
Moi rajon (russisch Мой район; deutsch „Mein Bezirk“, siehe auch Rajon#Russland) ist eine kostenlose in Sankt Petersburg und Moskau (Russland) erscheinende Zeitung.

## Geschichte und Entwicklung
Das wöchentlich kostenlos erscheinende Anzeigenblatt Moi Rajon wurde von der internationalen Schibsted Media Group gegründet, wie auch andere täglich erscheinende Blätter mit dem Titel 20 Minuten. Die erste Ausgabe von Moi Rajon erschien am 7. Februar 2003. Die Strategie des Verlages bestand darin, durch die kostenlose Abgabe der in hoher Auflage verbreiteten Zeitung den lokalen Markt zu dominieren. Nach Angaben von Schibsted konnte die Leserschaft von Moi Rajon nach einem im Jahre 2009 erlittenen Rückgang 2010 wieder stabilisiert werden.
2008 sagte die damalige Chefredakteurin Diana Katschalowa über Moi Rajon: "Leider denken viele russische Journalisten immer daran, was Vorgesetzte und die Obrigkeit zu ihren Berichten sagen werden. Und weil so viele Medien abhängig sind vom Staat oder der Stadtregierung, wollen die Journalisten vermeiden, dass sich wichtige Personen ärgern oder beschweren. Die Staatsmacht sitzt ihnen im Kopf. Bei uns dagegen ist die wichtigste Frage: Was denken unsere Leser?"
Gegenwärtig wird Moi Rajon in St. Petersburg in 10 Regionalausgaben mit insgesamt 350 000 Exemplaren an 1200 Verkaufsstellen angeboten. Seit 2006 erscheint das Anzeigenblatt auch in Moskau, aktuell in einer wöchentlichen Auflage von einer Million.
Am 7. Dezember 2013 erschien die erste Ausgabe der Hochglanz-Beilage Quattro Stagioni.
Gründungsherausgeber und Geschäftsführer ist Gregory Kunis, der 1993 auch The St. Petersburg Times mitgründete. Chefredakteure sind Vladislav Bachurov und Irina Paramonov.

## Aufdeckung russischer Internet-Trolle
Im März 2015 hat Moi Rajon über Russlands Trolle berichtet, denen vorgehalten wird, im Internet regierungsfreundliche Propaganda zu betreiben. Entsprechende Dokumente hätten sowohl Moi Rajon als auch der russischen Zeitung Nowaja Gaseta vorgelegen. Die Frankfurter Allgemeine Zeitung schrieb: "Aufgeteilt in verschiedene Abteilungen, erstellen und teilen sie täglich Tausende Beiträge, Kommentare und Grafiken auf Blogs und Plattformen wie Livejournal und Twitter. Dabei unterhielten sie tausende von individuellen Social-Media-Accounts. Und eine Abteilung sei beispielsweise nur darauf angesetzt, banale und unpolitische Blogs in den Kommentaren mit Kreml-Propaganda zu unterfüttern". In Deutschland berichtete auch Bild.de und Focus.de über die von Moi Rajon enthüllten Aktivitäten der Trolle.

## Website
Am 7. Februar 2009 startete Moi Rajon sein Nachrichtenportal MR7.ru. mit überregionalen Inhalten.
In der Kategorie News & Media führt die russische Suchmaschine Rambler MR7.ru auf Platz 302 von insgesamt 4312 Portalen. Im August 2014 hatte Moi Rajon 578 617 eindeutige Besucher, im Juli 2015 waren es 366 419.

## Weblink
- Nachrichtenportal der Petersburger Ausgabe (auf Russisch)